# Вилесов, Александр Иванович
Александр Иванович Вилесов (25 августа 1908, Юсьва, Пермская губерния — 15 марта 1996) — советский архитектор, член Союза архитекторов СССР (с 1935), участник Советско-финляндской и Великой Отечественной воин.

## Биография

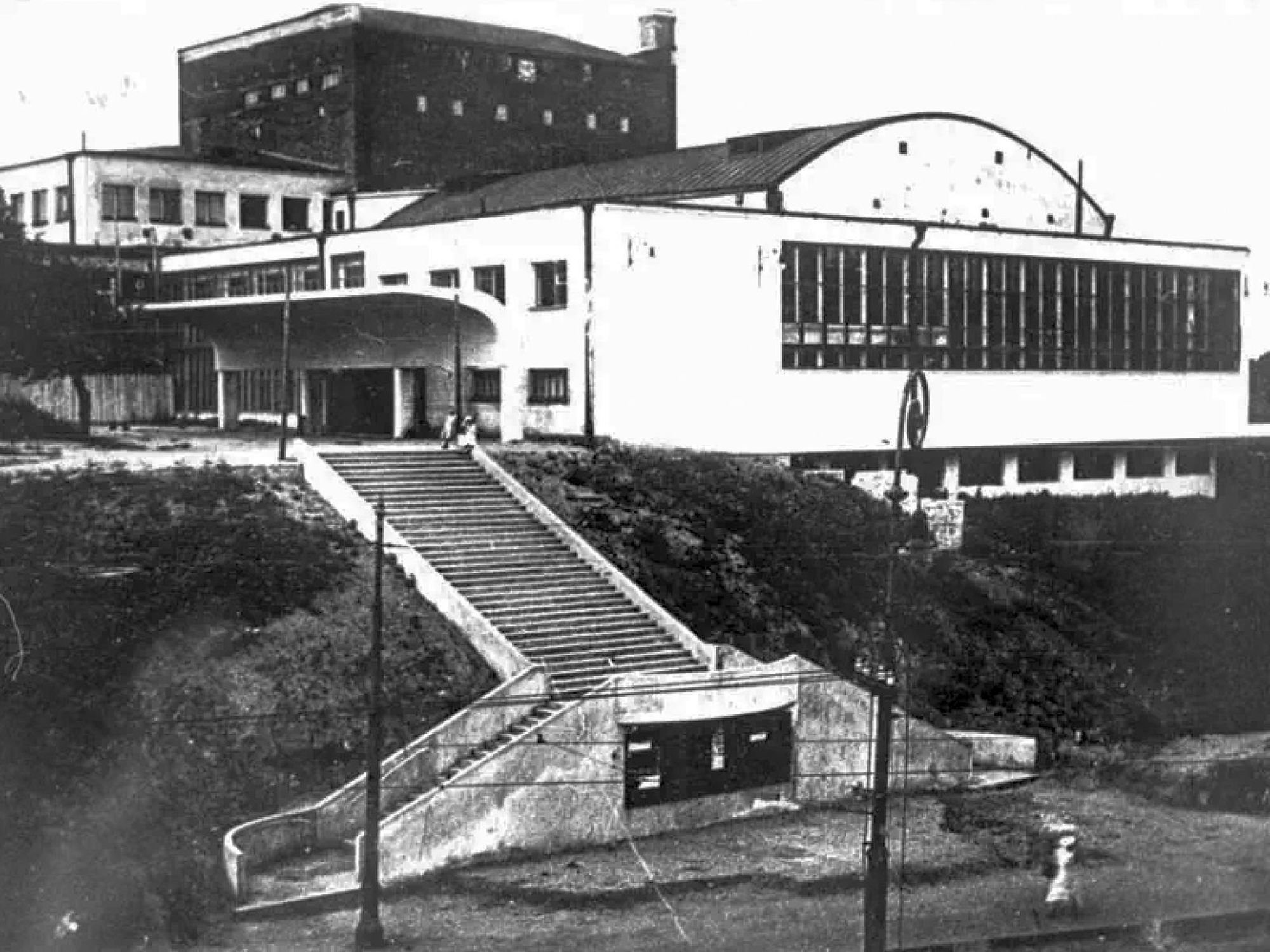
Клуб завода «Серп и молот»
(Москва, г.п. 1933)

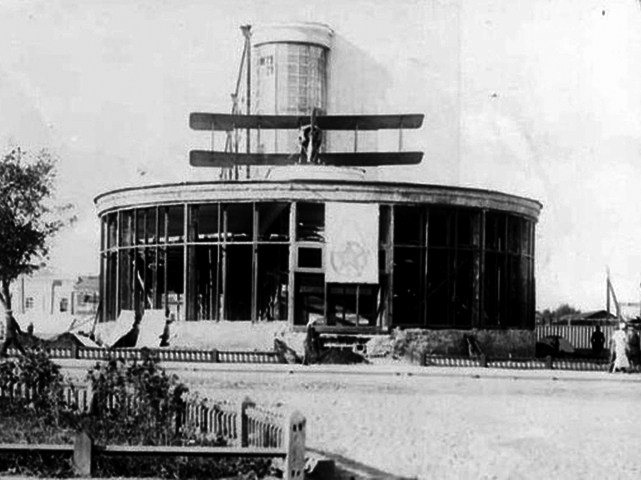
Здание клуба
комплекса «Дом обороны»
(Свердловск, г.п. 1934)

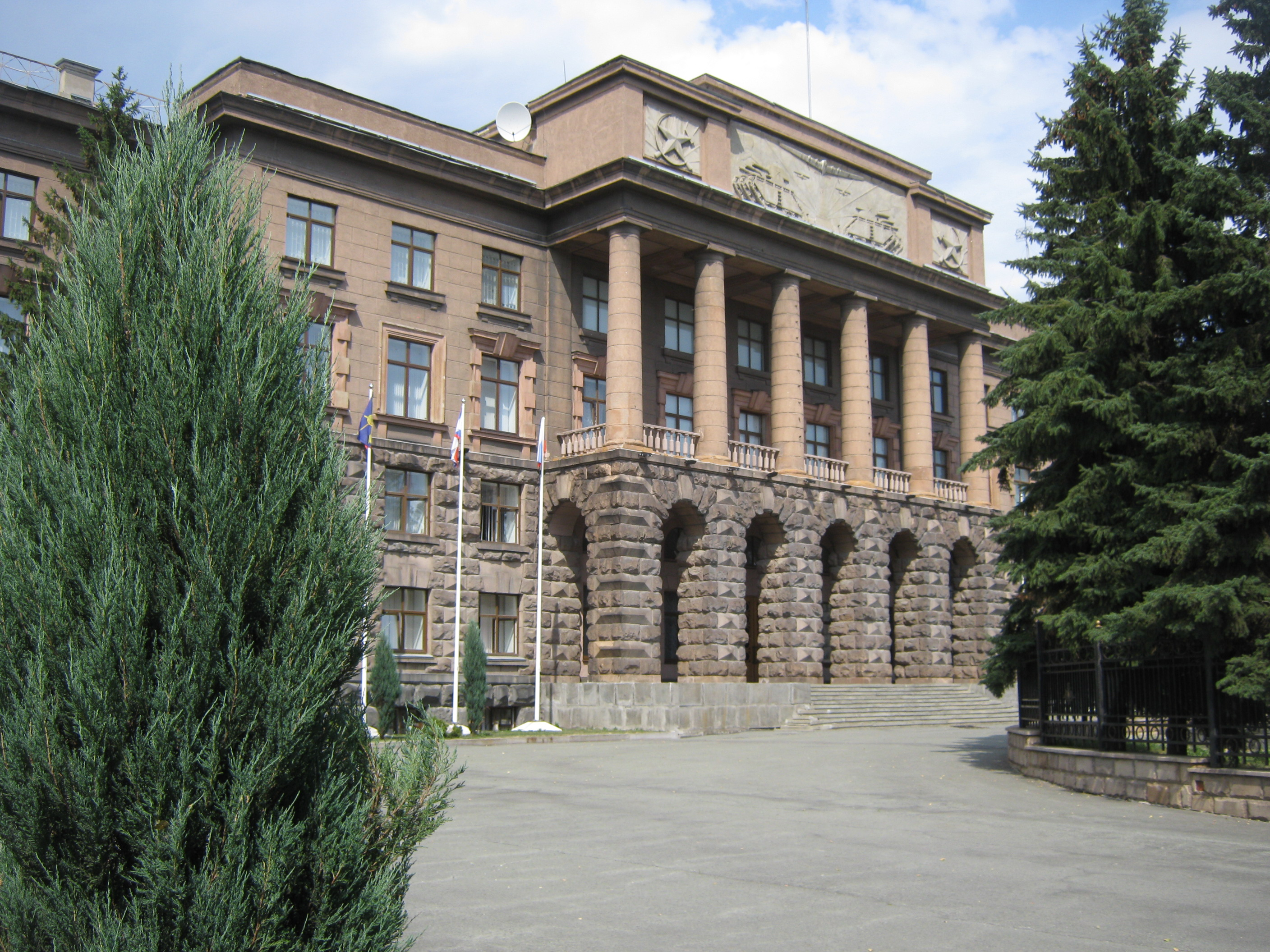
Комплекс штаба Уральского военного округа
(Свердловск, г.п. 1940)

Родился в многодетной крестьянской семье (шестнадцатым ребенком).
В 1925—1929 годах проходил обучение на архитектурном отделении Уральского индустриального техникума в корпусе по адресу Вознесенский бульвар дом 42 вместе с архитектором Виктором Безруковым.
В 1929—1934 годах продолжил образование в Уральском индустриальном институте. В 1937 году окончил в Ленинграде курсы повышения квалификации архитекторов при Академии художеств СССР.
С 1926 года работал на стройках города Свердловска, в том числе во время учёбы.
После окончания техникума, с 1929 по 1935 год работал в проектных организациях «Магнитостроя» и «Военстроя», принимал участие в строительстве города Магнитогорска и Магнитогорского металлургического комбината.
С 1935 по 1940 год работал в Архитектурно-планировочной мастерской № 1 Исполкома Свердлгорсовета под руководством архитектора В. Д. Соколова. Участвовал в разработке проекта реконструкции Свердловска (1936—1940 гг.).
С 1940 по 1945 год служил в Красной Армии, участвовал в Советско-финляндской (1939—1940) и Великой Отечественной (1941—1945) войнах. Воевал на Ленинградском, Калининском и Южном фронтах, служил в составе 14-го запасного авиационного полка. Закончил войну в звании капитана. Награждён орденами Красной Звезды, Отечественной войны II степени (06.04.1985), медалями «За оборону Ленинграда», «За победу над Германией в Великой Отечественной войне 1941—1945 гг.» (05.11.1945), другими наградами.
После демобилизации, с 1946 по 1963 год работал заместителем начальника — главным инженером Отдела по делам строительства и архитектуры Свердловского горисполкома, а затем с 1963 по 1972 годы в институте «УралпромстройНИИпроект» в должностях главного специалиста, начальника Отдела промышленных узлов и генплана.
С 1972 года находился на пенсии.
По проектам А. И. Вилесова построено множество объектов жилищно-коммунального и общественного назначения: жилые дома, казармы, общежития, гостиницы, клубы и дома культуры, интерьеры ресторанов, кафе, столовых, магазинов в городах Свердловске, Магнитогорске, Челябинске, Златоусте, Саратове, в военных городках; хлебозавод и фабрика-кухня в городе Магнитогорске. в Свердловске построен комплекс штаба Уральского военного округа, реконструированы Театр юного зрителя и несколько библиотек.
В послевоенный период им выполнены крупные проектно-планировочные работы: это — раздел «Развитие промышленности» в составе Генерального плана города Свердловска, за что Вилесов был удостоен премии Совета Министров СССР, затем — «Схема развития промышленности» и «Схемы генплана промышленных узлов» города Свердловска (восемь проектов) и ряда городов Свердловской области. Александр Иванович также выполнил рецензирование 20 проектов планировки городов и населенных пунктов Свердловской области.
Среди конкурсных проектов Вилесова — Типовой клуб на 250 мест (1948, 1-я премия) и Проект реконструкции краеведческого музея в Свердловске (1949, 1-я премия). В соавторстве им выполнены проекты Клуба завода «Серп и Молот» в Москве (1929, поощрительная премия), двух клубов в Магнитогорске (1930, 1-я и 2-я премии) и Дома обороны в Свердловске (1932, 2-я премия).
Будучи членом Союза архитекторов СССР (с 1935 года), А. И. Вилесов состоял в течение 10 лет в его правлении, столько же лет был председателем правления Свердловской организации Союза архитекторов, 15 лет работал председателем Совета архитекторов—ветеранов Свердловской организации.
В течение 28 лет, с 1966 года — Вилесов был членом и заместителем председателя Свердловского городского Совета Всероссийского общества охраны памятников истории и культуры. Состоял членом градостроительных советов Свердловского городского и областного отделов по делам строительства и архитектуры. Был делегатом шести съездов советских архитекторов, участвовал в работе V Конгресса Международного Союза архитекторов в городе Москве и ряда крупных тематических всесоюзных, республиканских и зональных совещаний по вопросам архитектуры. Пять раз избирался депутатом районного и городского Советов депутатов трудящихся города Свердловска.
А. И. Вилесов занимался преподавательской деятельностью: в 1930 году — на курсах строительных десятников в городе Магнитогорске; в 1929, 1940, 1949 и 1950 годах — в Свердловском архитектурно-строительном техникуме; в 1952—1954 годах — в филиале Института усовершенствования коммунальных работников РСФСР. Читал лекции, публиковал статьи по архитектуре и градостроительству в специальных изданиях и периодической печати. Составил «Справку по истории Свердловской организации Союза архитекторов за период с 1923 по 1962 годы». Являлся руководителем Свердловской региональной словарной группы по составлению материалов для «Биографического словаря архитекторов народов СССР».
Был также художником, увлекался акварелью.
Похоронен на Широкореченском кладбище города.

## Награды
- Орден Отечественной войны II степени (06.04.1985)[3];
- медаль «За доблестный труд, в ознаменование 100-летия со дня рождения Владимира Ильича Ленина» (1970);
- Медаль «За оборону Ленинграда» (1943)[4];
- Медаль «За победу над Германией в Великой Отечественной войне 1941—1945 гг.» (1945)[5];
- юбилейные медали СССР и Российской Федерации;
- лауреат премии Совета Министров СССР.